# Windows 11, versiunea 24H2
Actualizarea Windows 11 2024 (cunoscută și ca versiunea 24H2) este a treia și actuala actualizare majoră pentru Windows 11. Aceasta poartă numărul de versiune 10.0.26100.

## Prezentare generală
Prima previzualizare a fost lansată pentru Insiderii care au optat pentru Canalele Canary și Dev pe 8 februarie 2024. Actualizarea a început să fie lansată pentru PC-urile Copilot Plus⁠(d) pe 15 iunie 2024. Începând cu versiunea 26052, șirul versiunii a fost schimbat de la „23H2” în „24H2”. Actualizarea a început să fie lansată pentru toți utilizatorii la 1 octombrie 2024.
Versiunea 24H2 introduce în special primele ediții Long-Term Servicing Channel⁠(d) (LTSC) bazate pe Windows 11, împreună cu noi variante de abonament ale edițiilor IoT Enterprise⁠(d) (atât LTSC cât și non-LTSC).
Actualizarea va ajunge la sfârșitul serviciului pe 13 octombrie 2026, pentru edițiile Home, Pro, Pro Education, Pro for Workstations și SE.  Edițiile Enterprise, Enterprise multi-session, IoT Enterprise și Education vor ajunge la sfârșitul serviciului pe 12 octombrie 2027. Edițiile Enterprise LTSC și IoT Enterprise LTSC vor ajunge la sfârșitul serviciului pe 9 octombrie 2029 și, respectiv, 10 octombrie 2034.

## Cerințe de sistem
Versiunea 24H2 introduce cerințe de sistem modificate, pentru unele sisteme, pentru prima dată de la lansarea Windows 11, după cum urmează: 
- Un CPU x86-64-v2 care acceptă SSE4.2 și instrucțiuni POPCNT este acum necesară, în caz contrar nucleul Windows nu poate fi pornit.[9] (afectează numai sistemele care ocolesc cerința TPM 2.0⁠(d)).
- Edițiile IoT Enterprise⁠(d) (LTSC și non-LTSC) au eliminat în mod oficial cerința TPM și UEFI și au redus versiunea minimă DirectX la 10 (versiunea 12 era anterior necesară pe 23H2).[7][10]
- Noua ediție IoT Enterprise LTSC reduce memoria RAM minimă necesară la 2 GB, iar spațiul de stocare la 16 GB.[7][10]
- ARMv8.1⁠(d) este acum necesar pentru variantele ARM, renunțând la suportul neoficial pentru ARMv8.0.[11] Pe CPU-uri ARMv8.0, nucleul Windows este imposibil de inițializat.
- Variantele ARM renunță la suportul pentru aplicațiile ARM pe 32 de biți.[12] Vor rula numai aplicații ARM pe 64 de biți.

## Caracteristici noi în versiunea 24H2
- Windows 11 HDR background support: Permite utilizatorilor să activeze High dynamic range⁠(d) (HDR) background support dacă au un monitor HDR⁠(d). Această opțiune poate fi găsită în aplicația Setări.[13]
- Suport pentru Wi-Fi 7⁠(d) (802.11be), care îmbunătățește viteza de transfer a datelor. În plus, a fost adăugat un buton de reîmprospătare pentru rețelele Wi-Fi și o indicare a progresului scanării.[14]
- Suport pentru Bluetooth LE audio.[14]
- Căutare Windows 11 mai bună: Căutați documente și fotografii folosind fraze descriptive mai degrabă decât nume specifice de fișiere.[13]
- Super Resolution: Fotografiile pot fi acum îmbunătățite fără a sacrifica calitatea. Aceasta suportă scalarea rezoluției până la 8x, folosind capacitățile de upscaling IA. Aceasta va funcționa mai rapid dacă utilizatorii au PC-uri Copilot+.[14]
- Windows Recall⁠(d) (previzualizare): Această funcție permite utilizatorilor să găsească conținutul pe care l-au vizualizat deja. Când Microsoft a introdus pentru prima dată funcția Recall, compania a primit o mulțime de reacții negative. Ca urmare, funcția a fost amânată și este în prezent în previzualizare. Funcția necesită Windows Hello pentru acces securizat, deoarece poate afișa date sensibile. Microsoft a inclus, de asemenea, un filtru de informații sensibile pentru a proteja datele personale. Un utilizator are opțiunea de a dezactiva funcția Recall dacă alege să nu o utilizeze.[13]
- Windows Studio Effects: Pentru a îmbunătăți apelurile audio și video, utilizatorii pot aplica acum efecte Windows Studio camerelor web și microfoanelor lor. Microsoft Teams este una dintre aplicațiile acceptate, împreună cu Zoom⁠(d), Google Meet, Skype și aplicația Microsoft Camera. Utilizatorii pot aplica efecte, inclusiv blurare fundal, corectarea ochilor, iluminare portret și filtre ilustrative.[15]
- Windows Click to Do (previzualizare): Oferă o suprapunere interactivă a ecranului PC-ului și accelerează sarcinile. Are mai multe funcții pentru sarcini care includ rezumarea sau trimiterea de text, amestecarea fundalurilor în imagini și utilizarea Microsoft Bing pentru căutare vizuală⁠(d).[13]